# Eupithecia latimarginata
Eupithecia latimarginata là một loài bướm đêm trong họ Geometridae.